# Lista de navios construídos pela Yarrow Shipbuilders
Esta é uma lista de navios construídos nos estaleiros da Yarrow Shipbuilders, inclui todos os navios de superfície e submarinos construídos. A lista está organizada e ordenada pelo ano de construção da embarcação.

## Navios construídos pela Yarrow Shipbuilders

### Construídos em Londres
| # | Navio                     | Entidade requesitante                 | Tipo       | Classe          | Construção | Notas |
| - | ------------------------- | ------------------------------------- | ---------- | --------------- | ---------- | ----- |
|   | Espadarte                 | Marinha portuguesa                    | Torpedeiro | Classe Número 2 | 1882       | .–    |
|   | Nº2                       | Marinha portuguesa                    | Torpedeiro | Classe Número 2 | 1886       | .–    |
|   | Nº3                       | Marinha portuguesa                    | Torpedeiro | Classe Número 2 | 1886       | .–    |
|   | Nº4                       | Marinha portuguesa                    | Torpedeiro | Classe Número 2 | 1886       | .–    |
|   | [[Ficheiro:\|200px]]''l'' | [[Imagem:\|22x20px\|border \|alt=]] p | Ca         |                 | 1875       | .–    |

### Construídos em Glasgow
| #    | Navio               | Entidade requesitante | Tipo             | Classe       | Construção | Notas |
| ---- | ------------------- | --------------------- | ---------------- | ------------ | ---------- | ----- |
|      | Pará                | Marinha do Brasil     | Contratorpedeiro | Classe Pará  | 1908       | .–    |
|      | Piauí               | Marinha do Brasil     | Contratorpedeiro | Classe Pará  | 1908       | .–    |
|      | Amazonas            | Marinha do Brasil     | Contratorpedeiro | Classe Pará  | 1909       | .–    |
|      | Mato Grosso         | Marinha do Brasil     | Contratorpedeiro | Classe Pará  | 1909       | .–    |
| CT–4 | Rio Grande do Norte | Marinha do Brasil     | Contratorpedeiro | Classe Pará  | 1909       | .–    |
|      | Paraíba             | Marinha do Brasil     | Contratorpedeiro | Classe Pará  | 1909       | .–    |
|      | Alagoas             | Marinha do Brasil     | Contratorpedeiro | Classe Pará  | 1909       | .–    |
|      | Santa Catarina      | Marinha do Brasil     | Contratorpedeiro | Classe Pará  | 1909       | .–    |
|      | Paraná              | Marinha do Brasil     | Contratorpedeiro | Classe Pará  | 1910       | .–    |
|      | Sergipe             | Marinha do Brasil     | Contratorpedeiro | Classe Pará  | 1910       | .–    |
|      | NRP Lima            | Marinha portuguesa    | Contratorpedeiro | Classe Vouga | 1933       | .–    |

### Construídos no Canadá
Esta é uma relação parcial.
Estaleiro em Londres:
- Japanese torpedo boat Kotaka (1885)

- Classe Havock contratorpedeiros
  - HMS Havock (1893)
  - HMS Hornet (1893)

- Classe destroyers fluviais
  - HMS Teviot (1903)
  - HMS Usk (1903)
  - HMS Ribble (1904)
  - HMS Welland (1904)
  - HMS Gala (1905)
  - HMS Garry (1905)

Estaleiro em Glasgow:
- Classe Thyella destroyers (Royal Hellenic Navy) (1906-07)
  - Greek Destroyer Thyella
  - Greek Destroyer Lonchi
  - Greek Destroyer Nafkratousa
  - Greek Destroyer Sfendoni I

- Classe Weapon destroyers
  - HMS Battleaxe (D18)
  - HMS Broadsword (D31)

- Daring class destroyer (1949)
  - HMS Decoy (D106)
  - HMS Diana (D126)

- Black Swan class sloop
  - HMS Wild Goose (U45)

- Classe Tribal, fragatas
  - HMS Ashanti (F117)

- Classe Leander. fragatas
  - Almirante Lynch 3
  - Almirante Condell 3 (1973)

- Classe fragatas Type 21
  - HMS Ambuscade (F172)
  - HMS Arrow (F173)
  - HMS Alacrity (F174)
  - HMS Ardent (F184)
  - HMS Avenger (F185)

- Classe fragatas Type 22
  - HMS Broadsword (F88)
  - HMS Battleaxe (F89)
  - HMS Brilliant (F90)
  - HMS Brazen (F91)
  - HMS Boxer (F92)
  - HMS Beaver (F93)
  - HMS Brave (F94)
  - HMS London (F95)
  - HMS Cornwall (F99)
  - HMS Cumberland (F85)

- - Classe fragatas Type 23
  - HMS Norfolk (F230)
  - HMS Argyll (F231)
  - HMS Lancaster (F229)
  - HMS Iron Duke (F234)
  - HMS Monmouth (F235)
  - HMS Montrose (F236)
  - HMS Somerset (F82)
  - HMS Grafton
  - HMS Sutherland (F81)
  - HMS Kent (F78)
  - HMS Portland (F79)
  - HMS St Albans

- Classe destroyer Type 45
  - HMS Daring (D32) (2006)

- Navios transformados
  - HMCS Tuna construído originalmente como Tarantula

- Clyde-class RNLI barcos salva-vidas
  - Charles H Barrett (70-001)
  - Grace Paterson Ritchie (70-002)

- Royal Malaysian Navy
  - KD Hang Tuah (F76)  ex-Black Star, ex-HMS Mermaid
  - KD Rahmat (F24)
  - Classe Lekiu fragatas
    - Jebat (F29)
    - Lekiu (F30)

- Marinha do Brasil

- - Classe Greenhalgh
    - F Bosísio (F-48)
    - F Rademaker (F-49)
    - F Greenhalgh (F-46)

- - Canhoneira Fluvial Acre

- - |Classe Pará
    - CT Amazonas (CT-1)
    - CT Pará (CT-2)
    - CT Piauhy (CT-3)
    - CT Rio Grande do Norte (CT-4)
    - CT Parahyba (CT-5)
    - CT Alagoas (CT-6)
    - CT Sergipe (CT-7)
    - CT Paraná (CT-8)
    - CT Santa Catarina (CT-9)
    - CT Mato Grosso (CT-10)

- Marinha Portuguesa

- - Cruzador português Dom Carlos I
  - Classe Vouga
    - NRP Douro (D332)

  - Torpedeiro português Espadarte
  - Classe Número 2